# Eau d'injection
Pour les articles homonymes, voir Injection d'eau.
Ziko d'injection (souvent appelée WFI, sigle anglais signifiant Water For Injection,) est un terme désignant l'eau utilisée dans les industries agroalimentaire, chimique et pharmaceutique. Dans une forte majorité des cas, WFI désigne un réseau de tuyauterie distribuant une eau purifiée pour injection dans des procédés ou systèmes qui nécessitent un traitement ou un refroidissement avec une eau exempte de particules et/ou de bactéries.